# Nematus
Nematus (лат.) — род перепончатокрылых из подсемейства Nematinae семейства настоящих пилильщиков (Tenthredinidae) . Более 200 видов. Встречаются в основном в Палеарктике и Неарктике, а также в Ориентальной области и Неотропике; интродуцированы в Австралию и Африку. Длина около 1 см (от 4 до 11,5 мм). Основная окраска чёрная и с жёлтыми или красными отметинами на брюшке и груди.
Фитофаги, личинки свободноживущие, питаются тканями растений, живут в тканях или открыто. Среди кормовых растений преобладают представители сережкоцветных (ивовые Salicaceae и другие), часть видов развивается на Picea, Abies, Poaceae, Rosaceae и иных растениях.

## Систематика
Более 200 видов, часть видов и подродов иногда рассматривается в отдельных родовых таксонах. В Палеарктике 175 видов, в фауне России около 100 видов. В ходе ревизии подсемейства Nematinae в 2014 году была проведена массовая синонимизация родов, в том числе под именем Nematus теперь синонимы Craesus Leach, 1817, Hypolaepus W. F. Kirby, 1882 и Paranematus Zinovjev, 1978.
- Nematus absconditus (Lindqvist, 1949)
- Nematus acuminalis Vikberg, 1982
- Nematus angustiserra (Lindqvist, 1969)
- Nematus asper (Lindqvist, 1959)
- Nematus bergmanni Dahlbom, 1835
- Nematus bipartitus  (Lepeletier, 1823)
- Nematus bohemani  C. G. Thomson, 1871
- Nematus boreophilus  (Lindqvist, 1971)
- Nematus breviseta  (Lindqvist, 1949)
- Nematus brevivalvis  C. G. Thomson, 1871
- Nematus brunneus  (Lindqvist, 1982)
- Nematus cadderensis  Cameron, 1875
- Nematus caeruleocarpus  Hartig, 1837
- Nematus lucidus (Panzer, 1801)typus
  - = Tenthredo (Nematus) lucida Panzer, 1801
- Nematus ribesii (Scopoli)
- Nematus ventralis Say
- Другие виды